# サケスズキ目
サケスズキ目（学名：Percopsiformes）は、硬骨魚類の分類群の一つ。トラウトパーチ目とも呼ばれ、3科7属で構成される。所属する現生の魚類は淡水魚のみ10種で、すべて北アメリカに限局して分布する。

## 分布と形態
タラ目やマトウダイ目と同じ側棘鰭上目と呼ばれるグループに属する。10種のみからなる小さな分類群であり、いずれも北アメリカの河川あるいは洞窟に生息し、日本には分布していない。
背鰭に弱い棘条をもつ。腹鰭は胸鰭よりも後ろの位置にあり、尾鰭の分枝鰭条は16本。脂鰭の有無はさまざま。基蝶形骨と眼窩蝶形骨を欠き、前上顎骨を突出させることはできない。外翼状骨と口蓋骨に歯をもつ。鰓条骨は6本、椎骨は28-35個。

## 分類
3科7属10種で構成される。本目の単系統性については異論があり、ドウクツギョ科は側棘鰭上目の他のグループや、棘鰭上目のハゼ亜目に近いとする意見もある。

### サケスズキ科

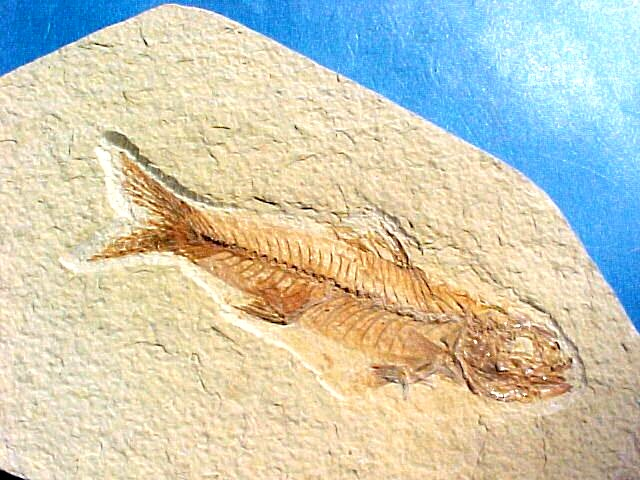
サケスズキ科魚類の化石種（Amphiplaga brachyptera）。本科は暁新世から始新世にかけて繁栄し、1属2種のみが現代に生き残っている

サケスズキ科 Percopsidae は1属2種からなる。北アメリカ北部、特にアラスカからカナダ・ケベック州にかけて分布する。所属する2種類のうちサケスズキ Percopsis omiscomaycus は比較的広範囲に生息するが、P. transmontana はコロンビア川水系に限局している。
サケスズキは本目の魚類としては最も大きくなるものの、それでも体長は20cmほどである。脂鰭をもつ。頭部には鱗がなく、体幹には円鱗と櫛鱗がある。背鰭は1-2本の棘条と9-12本の軟条からなる。腹鰭の位置は胸鰭よりやや後方で、軟条は8本。ほぼ完全な側線をもつ。肛門は臀鰭の前にある。
- サケスズキ属 Percopsis
  - サケスズキ Percopsis omiscomaycus
  - Percopsis transmontana

### カイゾクスズキ科

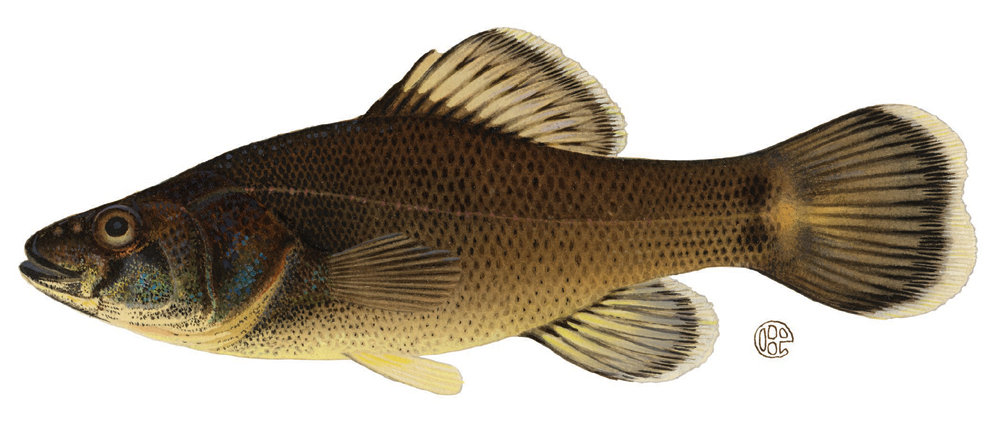
カイゾクスズキ Aphredoderus sayanus

カイゾクスズキ科 Aphredoderidae は1属1種で、カイゾクスズキ Aphredoderus sayanus のみを含む。アメリカ合衆国東部に分布する。
体長は13cmほどになり、脂鰭を欠く。背鰭の棘条は3-4本、軟条は10-11本。腹鰭は胸鰭の後方にあり、軟条は7本。鱗は櫛鱗で、頭部の側面も鱗で覆われる。側線はないか、あっても不完全。肛門は稚魚の段階では臀鰭のすぐ前にあるが、成長にしたがって移動し、成魚では鰓蓋の間に位置するようになる。また、成長につれて臀鰭の第3鰭条が軟条から棘条に変形するという特徴もある。
- カイゾクスズキ属 Aphredoderus
  - カイゾクスズキ Aphredoderus sayanus

### ドウクツギョ科

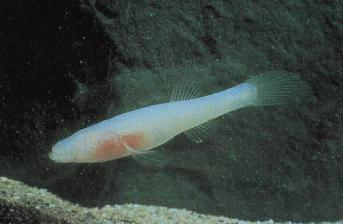
ドウクツギョ科の1種（Amblyopsis rosae）。本科魚類は大半が洞穴生物で、視覚を失った種類が多い

ドウクツギョ科 Amblyopsidae は5属7種を含み、アメリカ合衆国南部から東部にかけて分布する。Chologaster 属を除く5種は石灰岩の鍾乳洞を主な住みかとする。
眼は小さく退化し痕跡的で、4種では完全に機能を失っている。体長は最大でも9cm程度。ほとんどの種類は腹鰭をもたないが、ある場合は腹部に位置する。脂鰭をもたず、成魚の肛門は鰓蓋の間にある。側線はないか、不完全。
- Amblyopsis 属
  - Amblyopsis hoosieri
  - ノーザンケイブフィッシュ Amblyopsis spelaea
  - Amblyopsis rosae
- Chologaster 属
  - スワンプフィッシュ Chologaster cornuta
- Forbesichthys 属
  - スプリングケイブフィッシュ Forbesichthys agassizii
- Speoplatyrhinus 属
  - アラバマケイブフィッシュ Speoplatyrhinus poulsoni
- Typhlichthys 属
  - サザンケイブフィッシュ Typhlichthys subterraneus